# Liste der Straßen in Hamburg-Bramfeld

Lage von Bramfeld in Hamburg und im Bezirk Wandsbek (hellrot)

Die Liste der Straßen in Hamburg-Bramfeld ist eine Übersicht der im Hamburger Stadtteil Bramfeld vorhandenen Straßen. Sie ist Teil der Liste der Verkehrsflächen in Hamburg.

## Überblick
In Bramfeld (Ortsteilnummer 515) leben 53220 Einwohner (Stand: 31. Dezember 2023) auf 10,1 km². Bramfeld liegt in den Postleitzahlenbereichen 22047, 22175, 22177 und 22179. 
In Bramfeld gibt es 204 benannte Verkehrsflächen, darunter verschiedene Motivgruppen (siehe Spalte „Anmerkungen“):
- „Rosenarten“ (zwischen Fabriciusstraße und Bramfelder Chaussee)
- „Früchte“ (zwischen Am Stühm-Süd und Karlshöhe)
- „Dichter und Schriftsteller der ersten Hälfte des 20. Jahrhunderts“ (zwischen Karlshöhe und Pezolddamm)
- „Städte im ehemaligen Preußen“ (zwischen Bramfelder Chaussee und Am Stühm-Süd)
- „Feldpflanzen“ (östlich der Bramfelder Chaussee)

## Übersicht der Straßen
Die nachfolgende Tabelle gibt eine Übersicht über alle benannten Verkehrsflächen – Straßen, Plätze und Brücken – im Stadtteil sowie einige dazugehörige Informationen. Im Einzelnen sind dies:
- Name/Lage: aktuelle Bezeichnung der Straße, des Platzes oder der Brücke. Über den Link (Lage) kann die Straße, der Platz oder die Brücke auf verschiedenen Kartendiensten angezeigt werden. Die Geoposition gibt dabei ungefähr die Mitte an. Bei längeren Straßen, die durch zwei oder mehr Stadtteile führen, kann es daher sein, dass die Koordinate in einem anderen Stadtteil liegt.
- Straßenschlüssel: amtlicher Straßenschlüssel, bestehend aus einem Buchstaben (Anfangsbuchstabe der Straße, des Platzes oder der Brücke) und einer dreistelligen Nummer.
- Länge/Maße in Metern:
Hinweis: Die in der Übersicht enthaltenen Längenangaben sind nach mathematischen Regeln auf- oder abgerundete Übersichtswerte, die im Digitalen Atlas Nord[1] mit dem dortigen Maßstab ermittelt wurden. Sie dienen eher Vergleichszwecken und werden, sofern amtliche Werte bekannt sind, ausgetauscht und gesondert gekennzeichnet.
Bei Plätzen sind die Maße in der Form a × b bei rechteckigen Anlagen oder a × b × c bei dreiecksförmigen Anlagen mit a als längster Kante dargestellt.
Der Zusatz (im Stadtteil) gibt an, wie lang die Straße innerhalb des Stadtteils ist, sofern sie durch mehrere Stadtteile verläuft.
- Namensherkunft: Ursprung oder Bezug des Namens.
- Datum der Benennung: Jahr der offiziellen Benennung oder der Ersterwähnung eines Namens, bei Unsicherheiten auch die Angabe eines Zeitraums.
- Anmerkungen: Weitere Informationen bezüglich anliegender Institutionen, der Geschichte der Straße, historischer Bezeichnungen, Baudenkmale usw.
- Bild: Foto der Straße oder eines anliegenden Objektes.

| Name/Lage                      | Straßen - schlüssel | Länge/Maße (in Metern) | Namensherkunft | Datum der Benennung | Anmerkungen | Bild |
| ------------------------------ | ------------------- | ---------------------- | --- | ------------------- | --- | --- |
| Am Bramfelder Zoll (Lage)      | A201                | 0125                   | nach einer früheren Zollstelle | 1951                | | Am Bramfelder Zoll |
| Am Damm (Lage)                 | A208                | 0580                   | nach einer Flurbezeichnung | 1927                | | Am Damm |
| Am Dorfgraben (Lage)           | A755                | 0285                   | nach der Lage | 2017                | | Am Dorfgraben |
| Am Ehrenmal (Lage)             | A214                | 0175                   | nach einem hier befindlichen Ehrenmal für Kriegsopfer | vor 1937            | | Am Ehrenmal |
| Am Pfeilshof (Lage)            | A308                | 0195 (im Stadtteil)    | nach einem ehemaligen Hof, dessen Besitzer um 1900 herum Pfeil hieß | 1950                | bis Höhe Irena-Sendler-Schule (Hausnummer 20) komplett in Wellingsbüttel, ab dort nur die westliche Straßenhälfte, weiter südlich (ab Hausnummer 82) westliche Straßenhälfte in Bramfeld, die östliche Straßenhälfte liegt ab Irena-Sendler-Schule in Sasel; vor 1950: Lindenallee | Am Pfeilshof |
| Am Stühm-Nord (Lage)           | A342                | 0205                   | nach einer Flurbezeichnung | 1950                | | Am Stühm-Nord |
| Am Stühm-Süd (Lage)            | A343                | 1400                   | nach einer Flurbezeichnung | 1950                | | Am Stühm-Süd |
| Anderheitsallee (Lage)         | A424                | 0760                   | Eduard Anderheit (1844–1915), früherer Grundbesitzer | 1950                | westlicher Teil bis 1956: Teichstraße | Anderheitsallee |
| Aprikosenweg (Lage)            | A455                | 0495                   | nach dem gleichnamigen Rosengewächs | 1952                | Motivgruppe: „Früchte“ | Aprikosenweg |
| Arnikastieg (Lage)             | A466                | 0405                   | nach der gleichnamigen Heilpflanze | 1950                | | Arnikastieg |
| August-Krogmann-Straße (Lage)  | A517                | 235 (im Stadtteil)     | August Krogmann (1865–1924), Gemeindevorsteher in Farmsen von 1904 bis 1919 | 1926                | nur die westliche Straßenhälfte zwischen Pezolddamm und Haus Nr. 190 in Bramfeld, ansonsten in Farmsen-Berne | August-Krogmann-Straße |
| Backhauskoppel (Lage)          | B862                | 0210                   | nach einem Flurnamen | 1994                | | Backhauskoppel |
| Bannwarthstraße (Lage)         | B047                | 0375                   | Albert Bannwarth (1872–1947), Generaldirektor der HEW | 1962                | | Bannwarthstraße |
| Barenbleek (Lage)              | B055                | 0525                   | nach einem Flurnamen | 1945                | Bar = Eber, Bleek = Bleiche | Barenbleek |
| Bargackerdamm (Lage)           | B058                | 0225                   | nach einem Flurnamen | 1942                | niederdeutsch Bargacker = Bergacker | Bargackerdamm |
| Barmwisch (Lage)               | B076                | 1025 (im Stadtteil)    | nach der Flurbezeichnung Barenwisch | 1946                | südlich der Brücke unter der U 1 in Wandsbek | Barmwisch (HH-Bramfeld) |
| Bauernrosenweg (Lage)          | B098                | 0260                   | nach der gleichnamigen Pflanzenart | 1950                | Motivgruppe: „Rosen“ | Bauernrosenweg |
| Baumstraße (Lage)              | B109                | 0240                   | frei gewählter Name | 1937                | | Baumstraße |
| Beim Lüdmoorgraben (Lage)      | B215                | 0200                   | nach der ortsüblichen Bezeichnung für das Gewässer, an dem die Straße liegt | 1955                | | Beim Lüdmoorgraben |
| Bengelsdorfstieg (Lage)        | B773                | 0120                   | in Anlehnung an die Bengelsdorfstraße | 1972                | | Bengelsdorfstieg |
| Bengelsdorfstraße (Lage)       | B772                | 0510                   | Harry Bengelsdorf (1901–1955), Mitglied des Bramfelder Ortsausschusses | 1972                | | Bengelsdorfstraße |
| Benzstraße (Lage)              | B247                | 0310                   | Carl Benz (1844–1929), Ingenieur, und dessen Ehefrau Bertha Benz (1849–1944) | 1957                | zusätzliche Widmung seit 2017 | Benzstraße |
| Berner Chaussee (Lage)         | B280                | 1070                   | Hamburger Stadtteil Berne | 1950                | | Berner Chaussee |
| Bornblick (Lage)               | B491                | 0145                   | nach einer Flurbezeichnung | 1947                | | Bornblick |
| Braamheide (Lage)              | B523                | 0425                   | nach der früheren Beschaffenheit des Geländes (Braam = Ginster) | 1950                | | Braamheide |
| Braamwisch (Lage)              | B863                | 0095                   | nach einem Flurnamen | 1994                | | Braamwisch |
| Brachetweg (Lage)              | B527                | 0155                   | nach der altdeutschen Bezeichnung für den Monat Juni | 1949                | Motivgruppe: „Alte Monatsnamen“ | Brachetweg |
| Bramfelder Chaussee (Lage)     | B540                | 4990                   | nach der Lage im Stadtteil | 1950                | | Bramfelder Chaussee |
| Bramfelder Dorfplatz (Lage)    | B541                | 0220                   | nach Lage und ehemaliger Funktion im Stadtteil | 1950                | Kein Platz im herkömmlichen Sinne, sondern ein Straßenzug. | Bramfelder Dorfplatz |
| Bramfelder Drift (Lage)        | B542                | 0580 (im Stadtteil)    | nach einer ortsüblichen Bezeichnung für einen früheren Viehtriebweg | 1960                | nördlicher Teil in Wellingsbüttel | Bramfelder Drift |
| Bramfelder Redder (Lage)       | B543                | 0125                   | nach einem von Ginster gesäumten Feldweg (Bram = Ginster, Redder = Feldweg) | 1950                | nördliche Straßenhälfte in Steilshoop | Bramfelder Redder |
| Brammerhörn (Lage)             | B548                | 0095                   | nach einem Flurnamen | 1950                | | Brammerhörn |
| Bräsigweg (Lage)               | B534                | 0320                   | nach einer Romanfigur (Onkel Bräsig) von Fritz Reuter | 1951                | vor 1951: Steilshooper Straße | Bräsigweg |
| Bucheckerweg (Lage)            | B657                | 0265                   | nach der gleichnamigen Frucht der Rotbuche | 1955                | Motivgruppe: „Früchte“ | Bucheckerweg |
| Buchfinkenweg (Lage)           | B663                | 0130                   | nach dem gleichnamigen Singvogel | 1946                | | Buchfinkenweg |
| Buddenbrookweg (Lage)          | B674                | 0135                   | nach dem Roman Buddenbrooks von Thomas Mann | 1961                | | Buddenbrookweg |
| Buschrosenweg (Lage)           | B731                | 0655                   | nach einem Blumenmotiv | 1958                | Motivgruppe: „Rosenarten“ | Buschrosenweg |
| Carl-Bremer-Ring (Lage)        | C004                | 0480                   | Carl Bremer (1883–1956), von 1930 bis 1933 Gemeindevorsteher in Bramfeld, 1945/46 Leiter der dortigen Ortsdienststelle, von 1946 bis 1950 Leiter des Ortsamts Alstertal                                                                           | 1961                | | Carl-Bremer-Ring |
| Carsten-Reimers-Ring (Lage)    | C081                | 1350                   | Carsten Reimers (1817–1898), ehemaliger Besitzer des Gutes „Carlshöhe“ | 1979                | | Carsten-Reimers-Ring |
| Carsten-Reimers-Stieg (Lage)   | C086                | 0065                   | in Anlehnung an den Carsten-Reimers-Ring | 1979                | | Carsten-Reimers-Stieg |
| Curt-Goetz-Straße (Lage)       | C082                | 0415                   | Curt Goetz (1888–1960), Schauspieler und Schriftsteller | 1979                | Motivgruppe: „Dichter und Schriftsteller der ersten Hälfte des 20. Jahrhunderts“ | Curt-Goetz-Straße |
| Eenstock (Lage)                | E034                | 0185                   | nach einem Flurnamen | 1945                | Een leitet sich vom niederdeutschen Eken (Eichen) ab, ein Stock ist ein ungepflegtes Waldstück. | Eenstock |
| Elbinger Kehre (Lage)          | E126                | 0240                   | Elbing (poln. Elbląg), Stadt in Polen | 1954                | Motivgruppe: „Städte im ehemaligen Preußen“ | Elbinger Kehre |
| Ellernreihe (Lage)             | E159                | 0615                   | nach der ursprünglichen Bepflanzung mit Erlen, norddeutsch Ellern | 1950                | | Ellernreihe |
| Erbsenkamp (Lage)              | E198                | 0435                   | nach der gleichnamigen Hülsenfrucht | 1950                | Motivgruppe: „Feldpflanzen“ | Erbsenkamp |
| Erich-Kästner-Ring (Lage)      | E291                | 0490                   | Erich Kästner (1899–1974), Schriftsteller und Drehbuchautor | 1979                | Motivgruppe: „Dichter und Schriftsteller der ersten Hälfte des 20. Jahrhunderts“ | Erich-Kästner-Ring |
| Erntingweg (Lage)              | E321                | 0190                   | nach der altdeutschen Bezeichnung für den Monat August | 1957                | Motivgruppe: „Alte Monatsnamen“ | Erntingweg |
| Eulenacker (Lage)              | E254                | 0195                   | frei gewählter Name | 1950                | | Eulenacker |
| Fabriciusstieg (Lage)          | F003                | 0235                   | in Anlehnung an die Fabriciusstraße | 1952                | Fußweg | Fabriciusstieg |
| Fabriciusstraße (Lage)         | F004                | 3390                   | Johann Albert Fabricius (1668–1736), Philologe | 1945                | Die westliche Straßenhälfte zwischen Bramfelder Redder und dem Eingang Seehof des Friedhofs Ohlsdorf liegt in Steilshoop, ansonsten komplett in Bramfeld. | Fabriciusstraße (Bramfeld) |
| Fahrenkrön (Lage)              | F010                | 1780                   | nach einer Flurbezeichnung | vor 1938            | Fahren steht für Farn, Krön bezeichnet eine abgelegene Ecke. | Fahrenkrön |
| Fahrenkrönstieg (Lage)         | F011                | 0240                   | in Anlehnung an die Straße Fahrenkrön | 1945                | vor 1945: Fasanenweg | Fahrenkrönstieg |
| Falladabogen (Lage)            | F423                | 0145                   | Hans Fallada (1893–1947), Schriftsteller | 1979                | Motivgruppe: „Dichter und Schriftsteller der ersten Hälfte des 20. Jahrhunderts“ | Falladabogen |
| Ferner Kamp (Lage)             | F091                | 0070                   | nach der Flurbezeichnung Ferer Kamp (fe(e)r = trocken) | 1951                | | Ferner Kamp |
| Friedländer Straße (Lage)      | F229                | 0410                   | Friedland (russ. Prawdinsk), Stadt in Russland | 1954                | Motivgruppe: „Städte im ehemaligen Preußen“ | Friedländer Straße |
| Fritz-Reuter-Straße (Lage)     | F248                | 0350                   | Fritz Reuter (1810–1874), Dichter und Schriftsteller | 1890                | | Fritz-Reuter-Straße |
| Giffeyweg (Lage)               | G093                | 0120                   | nach der im 18. und 19. Jahrhundert in Bramfeld ansässigen Bauernfamilie Giffey | 1950                | | Giffeyweg |
| Glindwiese (Lage)              | G113                | 0210                   | nach einem Flurnamen | 1951                | Als Glind wird eine Umzäunung mit Latten oder Pfählen bezeichnet. | Glindwiese |
| Goldaper Kehre (Lage)          | G148                | 0260                   | Goldap (poln. Gołdap), Stadt in Polen | 1954                | Motivgruppe: „Städte im ehemaligen Preußen“ | Goldaper Kehre |
| Grenzbachstraße (Lage)         | G222                | 0100 (im Stadtteil)    | nach der Seebek, die hier die Grenze zu Barmbek-Nord bildet | 1946                | westlicher Teil in Barmbek-Nord | Grenzbachstraße, Blick in Richtung Heinrich-Helbing-Straße, etwa in der Bildmitte geht die Straße in den Stadtteil Bramfeld über |
| Grootmoor (Lage)               | G251                | 1600                   | nach einem Flurnamen | vor 1938            | niederdeutsch groot = groß | Grootmoor |
| Grootmoorgraben (Lage)         | G443                | 0150                   | in Anlehnung an die Straße Grootmoor | 2001                | | Grootmoorgraben |
| Grootmoortwiete (Lage)         | G253                | 0090                   | in Anlehnung an die Straße Grootmoor | 1953                | | Grootmoortwiete |
| Grootmoorweg (Lage)            | G444                | 0190                   | in Anlehnung an die Straße Grootmoor | 2001                | | Grootmoorweg |
| Gumbinner Kehre (Lage)         | G336                | 0245                   | Gumbinnen (russ. Gussew), Stadt in Russland | 1954                | Motivgruppe: „Städte im ehemaligen Preußen“ | Gumbinner Kehre |
| Günselstieg (Lage)             | G331                | 0165                   | nach der gleichnamigen Pflanzengattung | 1952                | | Günselstieg |
| Habichtshofring (Lage)         | H007                | 0945                   | nach dem ehemaligen Kleingartenverein „Habichtshof“ | 1958                | | Habichtshofring |
| Haidlandsring (Lage)           | H046                | 0445                   | in Anlehnung an den Haidlandsweg | 1960                | | Haidlandsring |
| Haidlandstieg (Lage)           | H047                | 0160                   | in Anlehnung an den Haidlandsweg | 1953                | | Haidlandstieg |
| Haidlandsweg (Lage)            | H048                | 0210                   | nach der Funktion ins frühere Bramfelder Heideland führend | 1937                | | Haidlandsweg |
| Haldesdorfer Straße (Lage)     | H059                | 2075                   | nach dem untergegangenen Dorf Haldesdorf | 1950                | Erstmals 1296 als Haldesdorpe erwähnt, soll nach neueren Forschungen das ursprünglich in der Bramfelder Dorfmark vermutete Dorf wohl in der Gegend um den Bredenbeker Teich gelegen haben. Vor 1950: Sophienstraße                                                                 | Haldesdorfer Straße |
| Hannenstieg (Lage)             | H103                | 0370                   | in Anlehnung an die Straße Hannenstücken | 1950                | | Hannenstieg |
| Hannenstücken (Lage)           | H104                | 0255                   | nach einem Flurnamen | 1945                | | Hannenstücken |
| Harmsweg (Lage)                | H143                | 0190                   | nach dem Grundeigentümer Harms, Angehöriger einer Bramfelder Gärtnerfamilie | 1937                | | Harmsweg |
| Harnisch (Lage)                | H146                | 0380                   | nach dem Flurnamen Hain-Esch | 1950                | | Harnisch (HH-Bramfeld) |
| Haselnußweg (Lage)             | H165                | 0870                   | nach der Frucht der Gemeinen Hasel | 1951                | Motivgruppe: „Früchte“ | Haselnußweg |
| Havermannstieg (Lage)          | H203                | 0065                   | nach einer Figur aus den Werken Fritz Reuters | 1950                | vor 1950: Kurze Straße | Havermannstieg |
| Hederichweg (Lage)             | H218                | 0250                   | nach der gleichnamigen Pflanzenart | 1950                | | Hederichweg |
| Hegholt (Lage)                 | H233                | 1230                   | nach einem Flurnamen | vor 1937            | | Hegholt |
| Heidstücken (Lage)             | H264                | 0635                   | nach einer Flurbezeichnung | 1951                | | Heidstücken |
| Heidstückenkehre (Lage)        | H805                | 0205                   | in Anlehnung an die Straße Heidstücken | 1993                | | Heidstückenkehre |
| Heidstückenweg (Lage)          | H806                | 0080                   | in Anlehnung an die Straße Heidstücken | 1993                | | Heidstückenweg |
| Heilsberger Hang (Lage)        | H268                | 0200                   | Heilsberg (poln. Lidzbark Warmiński), Stadt in Polen | 1954                | Motivgruppe: „Städte im ehemaligen Preußen“ | Heilsberger Hang |
| Heinrich-Helbing-Straße (Lage) | H298                | 0655                   | Heinrich Helbing (1833–1881), Chemiker | 1945                | Helbing war Besitzer einer Brennerei. (Helbing Kümmel) | Heinrich-Helbing-Straße |
| Hellbrookkamp (Lage)           | H325                | 0425                   | nach der früheren Siedlung Hellbrook | 1950                | östlicher Teil vor 1950: Schillerstraße | Hellbrookkamp |
| Herthastraße (Lage)            | H386                | 0180                   | nach dem Vornamen einer Tochter des Bauern Siemers | 1887                | | Herthastraße |
| Hesterlanden (Lage)            | H403                | 0235                   | nach einem Flurnamen | 1945                | Als Hester wird eine Anpflanzung von jungen Eichen und Buchen benannt. | Hesterlanden |
| Heuertweg (Lage)               | H409                | 0240                   | nach dem altdeutschen Namen für den Monat Juli | 1942                | Motivgruppe: „Alte Monatsnamen“ | Heuertweg |
| Heukoppel (Lage)               | H410                | 1080                   | nach einem Flurnamen | 1951                | | Heukoppel |
| Hildeboldtweg (Lage)           | H425                | 0270                   | Hildebold von Wunstorf († 1273), Erzbischof von Bremen | 1950                | vor 1950: Heinrichstraße | Hildeboldtweg |
| Hirsekamp (Lage)               | H470                | 0295                   | nach der gleichnamigen Getreideart | 1950                | Motivgruppe: „Feldpflanzen“ | Hirsekamp |
| Hofkoppel (Lage)               | H809                | 0150                   | nach einem Flurnamen | 1944                | | Hofkoppel |
| Hohnerkamp (Lage)              | H564                | 1245                   | nach einem Flurnamen | vor 1937            | | Hohnerkamp |
| Hohnerredder (Lage)            | H565                | 0410                   | in Anlehnung an den Hohnerkamp | 1950                | | Hohnerredder |
| Höhnkoppel (Lage)              | H494                | 0105                   | nach einer Flurbezeichnung | vor 1938            | Fußweg | Höhnkoppel |
| Höhnkoppelort (Lage)           | H495                | 0145                   | in Anlehnung an die Höhnkoppel | 1939                | | Höhnkoppelort |
| Hornungweg (Lage)              | H643                | 0180                   | nach dem altdeutschen Namen für den Monat Februar | 1942                | Motivgruppe: „Alte Monatsnamen“ | Hornungweg |
| Hülsdornweg (Lage)             | H667                | 0360                   | nach dem niederdeutschen Ausdruck für die Stechpalme | 1950                | | Hülsdornweg |
| Ilenkruut (Lage)               | I012                | 0490                   | nach dem niederdeutschen Ausdruck für den Hahnenfuß | 1950                | | Ilenkruut |
| Im Soll (Lage)                 | I048                | 0570                   | nach einer Viehtränke (Saal) auf einer Weide | 1950                | | Im Soll |
| Insterburger Straße (Lage)     | I097                | 0285                   | Insterburg (russ. Tschernjachowsk), Stadt in Russland | 1954                | Motivgruppe: „Städte im ehemaligen Preußen“ | Insterburger Straße |
| Jahnkeweg (Lage)               | J020                | 0350                   | Bernhard Jahnke (1874–1928), Gemeindevertreter in Bramfeld | 1961                | | Jahnkeweg |
| Johannisburger Stieg (Lage)    | J066                | 0130                   | Johannisburg (poln. Pisz), Stadt in Polen | 1954                | Motivgruppe: „Städte im ehemaligen Preußen“ | Johannisburger Stieg |
| Karl-Müller-Ring (Lage)        | K078                | 0255                   | Karl Müller (1878–1952), Gemeindevorsteher in Bramfeld | 1961                | | Karl-Müller-Ring |
| Karlshöhe (Lage)               | K080                | 1285                   | nach dem ehemals „Bramfelderheide“ genannten Hof, der auf Antrag des damaligen Besitzers Carl Reimers in „Carlshöhe“ umbenannt wurde | 1870                | | Karlshöhe |
| Kätnermoor (Lage)              | K010                | 0345                   | nach einem Flurnamen | vor 1937            | | Kätnermoor |
| Kätnermoortwiete (Lage)        | K011                | 0170                   | in Anlehnung an die Straße Kätnermoor | 1950                | | Kätnermoortwiete |
| Kienholt (Lage)                | K168                | 0840                   | nach einem Flurnamen | 1951                | | Kienholt |
| Kletterrosenweg (Lage)         | K259                | 0245                   | nach der gleichnamigen Rosenart | 1958                | Motivgruppe: „Rosenarten“ | Kletterrosenweg |
| Königsberger Straße (Lage)     | K321                | 0410                   | Königsberg (russ. Kaliningrad), Stadt in Russland | 1954                | Motivgruppe: „Städte im ehemaligen Preußen“ | Königsberger Straße |
| Krügers Redder (Lage)          | K455                | 0200                   | nach der alteingesessenen Familie Krüger, die einen Milchhandel betrieb | vor 1937            | | Krügers Redder |
| Kuckucksweg (Lage)             | K315                | 0315                   | nach dem gleichnamigen Vogel | vor 1937            | | Kuckucksweg |
| Leeschenblick (Lage)           | L102                | 0205 (im Stadtteil)    | nach einer Flurbezeichnung (Leesch = Schilf, Blick od. Bleck = ebenes Land) | 1946                | zwischen Gründgensstraße und der Seebek in Steilshoop, sonst in Bramfeld | Leeschenblicki |
| Lenzingweg (Lage)              | L132                | 0155                   | nach dem altdeutschen Namen für den Monat März | 1942                | Motivgruppe: „Alte Monatsnamen“ | Lenzingweg |
| Linsenkamp (Lage)              | L195                | 0240                   | nach der gleichnamigen Hülsenfrucht | 1944                | Motivgruppe: „Feldpflanzen“ | Linsenkamp |
| Lohkoppel (Lage)               | L383                | 0200                   | nach dem ehemaligen Kleingartenverein „Lohkoppel“ | 1990                | | Lohkoppel |
| Lötzener Stieg (Lage)          | L209                | 0085                   | Lötzen (poln. Giżycko), Stadt in Polen | 1954                | Motivgruppe: „Städte im ehemaligen Preußen“ | Lötzener Stieg |
| Lüdmoor (Lage)                 | L279                | 0620                   | nach einem Flurnamen | vor 1937            | niederdeutsch lütt (lüd) = klein | Lüdmoor |
| Machandelstieg (Lage)          | M006                | 0215                   | nach einem Flurnamen | 1950                | | Machandelstieg |
| Maimoortwiete (Lage)           | M021                | 0075                   | in Anlehnung an den Maimoorweg | 1950                | | Maimoortwiete |
| Maimoorweg (Lage)              | M022                | 0655                   | nach einer Flurbezeichnung | 1922                | Mai ist abgeleitet von Meente und meint das gemeinschaftlich genutzte Moor der Dorfbewohner | Maimoorweg |
| Maisredder (Lage)              | M023                | 0220                   | nach dem gleichnamigen Getreide | 1941                | Motivgruppe: „Feldpflanzen“ | Maisredder |
| Malvenstieg (Lage)             | M026                | 0305                   | nach der gleichnamigen Pflanzengattung | 1950                | | Malvenstieg |
| Mandelweg (Lage)               | M028                | 0300                   | nach dem Samen des Mandelbaums | 1955                | Motivgruppe: „Früchte“ | Mandelweg |
| Marienburger Allee (Lage)      | M046                | 0530                   | Marienburg (poln. Malbork), Stadt in Polen | 1955                | Motivgruppe: „Städte im ehemaligen Preußen“ | Marienburger Allee |
| Marienwerder Straße (Lage)     | M054                | 0400                   | Marienwerder (poln. Kwidzyn), Stadt in Polen | 1954                | Motivgruppe: „Städte im ehemaligen Preußen“ | Marienwerder Straße |
| Maybachstraße (Lage)           | M103                | 0385                   | Wilhelm Maybach (1846–1929), Konstrukteur und Autopionier | 1957                | | Maybachstraße |
| Middendorfstraße (Lage)        | M186                | 0015 (im Stadtteil)    | Friedrich Middendorf (1842–1903), Schiffbauingenieur und Direktor des Germanischen Lloyds | 1951                | westlicher Teil in Barmbek-Nord | Middendorfstraße (Bramfeld) |
| Mirabellenweg (Lage)           | M200                | 0135                   | nach der gleichnamigen Pflaumenart | 1955                | Motivgruppe: „Früchte“ | Mirabellenweg |
| Mispelstieg (Lage)             | M202                | 0160                   | nach dem gleichnamigen Rosengewächs | 1945                | | Mispeltwiete |
| Mispelweg (Lage)               | M203                | 0215                   | nach dem gleichnamigen Rosengewächs | 1945                | | Mispelweg |
| Mönchskamp (Lage)              | M221                | 0260                   | nach einem Flurnamen | 1945                | Als Mönck (oder Mönch) wird ein Überlaufsiel am Auslauf der Seebek in den Bramfelder See bezeichnet. | Mönchskamp |
| Moorgrund (Lage)               | M267                | 0330 (im Stadtteil)    | frei gewählter Name nach der Beschaffenheit des Geländes | 1950                | südlich der Straße An der Osterbek in Wandsbek | Moorgrund |
| Moosbeerweg (Lage)             | M291                | 0460                   | nach einem anderen Ausdruck für die Preiselbeere | 1939                | | Moosbeerweg |
| Moosrosenweg (Lage)            | M295                | 0300                   | nach der gleichnamigen Rosenart | 1966                | Motivgruppe: „Rosenarten“ | Moosrosenweg |
| Mützendorpsteed (Lage)         | M344                | 0630                   | nach der seit dem 18. Jahrhundert in Bramfeld lebenden Bauernfamilie Mützendorp | 1945                | von 1933 bis 1945: Hermann-Göring-Straße | Mützendorpsteed |
| Neusurenland (Lage)            | N092                | 0270 (im Stadtteil)    | in Anlehnung an die Straße Surenland, die in Farmsen-Berne verläuft | 1937                | östlich der Osterbek in Farmsen-Berne | Neusurenland |
| Nüßlerkamp (Lage)              | N180                | 0940                   | nach einer Figur aus den Werken Fritz Reuters | 1951                | vor 1951: Steenkamp | Nüßlerkamp |
| Ole Wisch (Lage)               | O087                | 0135                   | nach einem Flurnamen | 1939                | niederdeutsch Ole Wisch = alte Wiese | Ole Wisch |
| Olewischtwiet (Lage)           | O092                | 0590                   | nach einem Flurnamen | 1945                | niederdeutsch Olewischtwiet = alter Wiesenweg | Olewischtwiet |
| Ortelsburger Stieg (Lage)      | O117                | 0140                   | Ortelsburg (poln. Szczytno), Stadt in Polen | 1954                | Motivgruppe: „Städte im ehemaligen Preußen“ | Ortelsburger Stieg |
| Osterkirchstieg (Lage)         | O144                | 0215                   | nach der Lage bei der Osterkirche | 1945                | | Osterkirchstieg |
| Osteroder Weg (Lage)           | O147                | 0130                   | Osterode (poln. Ostróda), Stadt in Polen | 1954                | Motivgruppe: „Städte im ehemaligen Preußen“ | Osteroder Weg |
| Owiesenkehre (Lage)            | O177                | 0140                   | in Anlehnung an die Owiesenstraße | 1964                | | Owiesenkehre |
| Owiesenstraße (Lage)           | O178                | 0415                   | nach einem Flurnamen | vor 1937            | | Owiesenstraße |
| Pezolddamm (Lage)              | P090                | 1565                   | Joh. Eusebius Pezold (1735–1818), dänischer Landvermesser, fertigte 1771 eine Flurkarte von Bramfeld | 1950                | südliche Straßenhälfte zwischen Kreuzung Karlshöhe/August-Krogmann-Straße bis zum östlichen Ende in Farmsen-Berne, ansonsten in Bramfeld vor 1950: Berner Weg | Pezolddamm |
| Pezoldtwiete (Lage)            | P091                | 0235                   | in Anlehnung an den Pezolddamm | 1950                | vor 1950: Marktstraße | Pezoldtwiete |
| Pfirsichweg (Lage)             | P105                | 0205                   | nach dem gleichnamigen Steinobst | 1950                | Motivgruppe: „Früchte“ | Pfirsichweg |
| Pflaumenstieg (Lage)           | P107                | 0120                   | nach der gleichnamigen Pflanzenart | 1952                | Motivgruppe: „Früchte“ | Pflaumenstieg |
| Prökelmoor (Lage)              | P232                | 0100                   | nach einem Flurnamen | 1974                | Prökeln bedeutet stechen, in diesem Falle das Torfstechen | Prökelmoor |
| Quittenweg (Lage)              | Q014                | 0640                   | nach der gleichnamigen Pflanzenart | 1950                | Motivgruppe: „Früchte“ | Quittenweg |
| Radekamp (Lage)                | R011                | 0085 (im Stadtteil)    | nach einem Flurnamen | 1946                | nördlich des Wellingsbütteler Grenzgrabens in Wellingsbüttel | Radekamp |
| Rahnstraße (Lage)              | R032                | 0295                   | nach einem Flurnamen | 1938                | | Rahnstraße |
| Rastenburger Weg (Lage)        | R052                | 0130                   | Rastenburg (poln. Kętrzyn), Stadt in Polen | 1954                | Motivgruppe: „Städte im ehemaligen Preußen“ | Rastenburger Weg |
| Reembusch (Lage)               | R080                | 0795                   | nach einem Flurnamen | 1950                | Ein Reem (oder Rehm) ist ein stehengelassener Baumstreifen auf dem Feld, um der Erosion vorzubeugen und zur Kleinholzversorgung der Dorfbevölkerung. | Reembusch |
| Reemwinkel (Lage)              | R082                | 0025 (im Stadtteil)    | nach einem Flurnamen | 1947                | Erklärung wie Reembusch; in Bramfeld befindet sich nur die Kehre am südlichen Ende, nördlich davon liegt die Straße in Wellingsbüttel. | Reemwinkel |
| Richeystraße (Lage)            | R181                | 0385 (im Stadtteil)    | Michael Richey (1678–1761), Gelehrter und Dichter | 1951                | östlich der Seebek in Bramfeld, südlicher Teil zwischen Steilshooper Straße und der Seebek in Barmbek-Nord, nördlicher Teil in Steilshoop von 1924 bis 1933: Goethestraße, von 1933 bis 1951: Kaiser-Friedrich-Straße                                                              | Richeystraße (Bramfeld) |
| Ringelrosenweg (Lage)          | R200                | 0205                   | nach einem Pflanzenmotiv | 1958                | Motivgruppe: „Rosen“ | Ringelrosenweg |
| Rodum (Lage)                   | R224                | 0170                   | nach dem ursprünglichen Flurnamen Rohrdumpf (schwimmende Wiese) | vor 1937            | | Rodum |
| Rominter Weg (Lage)            | R271                | 0130                   | Rominten (russ. Krasnolessje), Stadt in Russland | 1954                | Motivgruppe: „Städte im ehemaligen Preußen“ | Rominterweg |
| Rotdornallee (Lage)            | R303                | 0180                   | nach dem gleichnamigen Rosengewächs | vor 1937            | | Rotdornallee |
| Sandstraße (Lage)              | S048                | 0375                   | nach der ursprünglichen Beschaffenheit des Bodens | vor 1937            | | Sandstraße |
| Sauerampferweg (Lage)          | S081                | 0475                   | nach der gleichnamigen Gemüse- und Heilpflanze | 1951                | | Sauerampferweg |
| Schafstrift (Lage)             | S105                | 0320                   | nach einem Flurnamen | 1951                | Ein Trift ist ein Viehtriebweg. | Schafstrift |
| Scheidingweg (Lage)            | S138                | 0435                   | nach der altdeutschen Bezeichnung für den Monat September | 1949                | Motivgruppe: „Alte Monatsnamen“ | Scheidingweg |
| Schilfmoor (Lage)              | S160                | 0090                   | in Anlehnung an die Straße Grootmoor | 1955                | | Schilfmoor |
| Schlagboom (Lage)              | S182                | 0275                   | nach einem ehemaligen Schlagbaum | 1932                | niederdeutsch Boom = Baum | Schlagboom |
| Seebekring (Lage)              | S375                | 0480                   | nach der Lage bei der Seebek | 1961                | | Seebekring |
| Seehofallee (Lage)             | S379                | 0245                   | nach einem am Bramfelder See gelegenen Gasthof gleichen Namens | um 1897             | | Seehofallee |
| Seekamp (Lage)                 | S382                | 0280                   | nach der Lage in der Nähe des Bramfelder Sees | 1950                | | Seekamp |
| Sollkehre (Lage)               | S482                | 0105                   | in Anlehnung an die Straße Im Soll | 1966                | | Sollkehre |
| Soltaus Allee (Lage)           | S485                | 0120                   | Sowohl Beckershaus als auch Hanke nennen zwei Möglichkeiten der Benennung: Entweder nach dem Gärtner Wilhelm Soltau (1826–1894), der einer der ersten Siedler Hellbrooks gewesen sein soll, oder nach dem Bauerngeschlecht Soltau aus Südstormarn | 1949                | | Soltaus Allee |
| Sonnentauweg (Lage)            | S500                | 0185                   | nach der gleichnamigen Gattung fleischfressender Pflanzen | 1946                | | Sonnentauweg |
| Sootweg (Lage)                 | S505                | 0315                   | nach dem niederdeutschen Wort für Brunnen | 1951                | | Sootweg |
| Sperberkamp (Lage)             | S540                | 0325                   | in Anlehnung an den Sperberkamp | 1950                | nördliche Seite in Wellingsbüttel, ansonsten in Bramfeld, insbesondere die komplette Straßenfläche. | Sperberkamp |
| Sperbertwiete (Lage)           | S541                | 0180                   | nach dem gleichnamigen Greifvogel | 1945                | | Sperbertwiete |
| Spoerlweg (Lage)               | S581                | 0060                   | Heinrich Spoerl (1887–1955), Schriftsteller | 1979                | Motivgruppe: „Dichter und Schriftsteller der ersten Hälfte des 20. Jahrhunderts“ | Spoerlweg |
| Stefan-Zweig-Straße (Lage)     | S614                | 0335                   | Stefan Zweig (1881–1942), Schriftsteller | 1961                | Motivgruppe: „Dichter und Schriftsteller der ersten Hälfte des 20. Jahrhunderts“ | Stefan-Zweig-Straße |
| Steilshooper Allee (Lage)      | S844                | 1430 (im Stadtteil)    | Hamburger Stadtteil Steilshoop | 1971                | westlich der Seebek in Steilshoop | Steilshooper Allee (Bramfeld) |
| Steingarten (Lage)             | S640                | 0270                   | frei gewählter Name | 1951                | | Steingarten |
| Stockrosenweg (Lage)           | S701                | 0245                   | nach dem gleichnamigen Malvengewächs | 1954                | | Stockrosenweg |
| Stühmtwiete (Lage)             | S770                | 0270                   | in Anlehnung an die Straßen Am Stühm-Nord und Am Stühm-Süd | 1945                | | Stühmtwiete |
| Swartenhorst (Lage)            | S821                | 0635 (im Stadtteil)    | nach einem Flurnamen | vor 1938            | niederdeutsch swart/swatt = schwarz südlich der Osterbek in Farmsen-Berne | Swartenhorst |
| Teerosenweg (Lage)             | T038                | 0410                   | nach der gleichnamigen Kulturrose | 1962                | Motivgruppe: „Rosen“ | Teerosenweg |
| Tegelweg (Lage)                | T040                | 0165 (im Stadtteil)    | nach ehemals dort gelegenen Ziegeleien | 1945                | niederdeutsch Tegel = Ziegel südlich der Osterbek in Farmsen-Berne; von 1933 bis 1945: Hermann-Göring-Straße | Tegelweg |
| Thomas-Mann-Straße (Lage)      | T072                | 0780                   | Thomas Mann (1875–1955), Schriftsteller | 1961                | Motivgruppe: „Dichter und Schriftsteller der ersten Hälfte des 20. Jahrhunderts“ | Thomas-Mann-Straße |
| Timmermannsredder (Lage)       | T101                | 0400                   | nach der seit dem 17. Jahrhundert in Bramfeld ansässigen Bauernvogtfamilie Timmermann | 1946                | | Timmermannsredder |
| Trakehner Kehre (Lage)         | T145                | 0250                   | Trakehnen (russ. Jasnaja Poljana), Dorf in Russland | 1954                | Motivgruppe: „Städte im ehemaligen Preußen“ | Trakehner Weg |
| Trittauer Amtsweg (Lage)       | T170                | 0560                   | zur Erinnerung an die frühere Zugehörigkeit Bramfelds zu Trittau | 1950                | | Trittauer Amtsweg |
| Tucholskyring (Lage)           | T178                | 0545                   | Kurt Tucholsky (1890–1935), Journalist und Schriftsteller | 1961                | Motivgruppe: „Dichter und Schriftsteller der ersten Hälfte des 20. Jahrhunderts“ | Tucholskyring |
| Turnierstieg (Lage)            | T185                | 0375 (im Stadtteil)    | nach dem gleichnamigen Begriff aus dem Pferdesport | 1967                | östlich der Osterbek in Farmsen-Berne | Turnierstieg (HH-Bramfeld) |
| Unnenland (Lage)               | U026                | 0155                   | nach einem Flurnamen | 1950                | | Unnenland |
| Wachstwiete (Lage)             | W003                | 0145                   | zur Erinnerung an die in Bramfeld betriebene Bienenzucht und das hierdurch gewonnene Bienenwachs | 1951                | | Wachstwiete |
| Walnußstieg (Lage)             | W043                | 0195                   | nach der Frucht des Walnussbaumes | 1950                | Motivgruppe: „Früchte“ | Walnußstieg |
| Wedekindstieg (Lage)           | W459                | 0080                   | Frank Wedekind (1864–1918), Schriftsteller | 1979                | Motivgruppe: „Dichter und Schriftsteller der ersten Hälfte des 20. Jahrhunderts“ | Wedekindstieg |
| Wehlauer Weg (Lage)            | S121                | 0130                   | Wehlau (russ. Snamensk), Stadt in Russland | 1954                | Motivgruppe: „Städte im ehemaligen Preußen“ | Wehlauer Weg |
| Weidkoppel (Lage)              | W141                | 0680                   | nach einer Flurbezeichnung | vor 1937            | | Weidkoppel |
| Werfelring (Lage)              | W176                | 0715                   | Franz Werfel (1890–1945), österreichischer Schriftsteller | 1961                | Motivgruppe: „Dichter und Schriftsteller der ersten Hälfte des 20. Jahrhunderts“ | Werfelring |
| Werfelstieg (Lage)             | W438                | 0095                   | in Anlehnung an den Werfelring | 1971                | Motivgruppe: „Dichter und Schriftsteller der ersten Hälfte des 20. Jahrhunderts“ | Werfelstieg |
| Werner-Otto-Straße (Lage)      | W524                | 0655                   | Werner Otto (1909–2011), Unternehmer, Gründer des Otto-Versands | 2014                | bis 2014: Wandsbeker Straße | Werner-Otto-Straße |
| Wichelkamp (Lage)              | W214                | 0415                   | nach dem niederdeutschen Ausdruck für die Weide | 1950                | südlich der Bahngleise in Barmbek-Nord | Wichelkamp |
| Wiedehopfstieg (Lage)          | W231                | 0485                   | nach dem gleichnamigen Vogel | 1951                | | Wiedehopfstieg |
| Willy-Nissen-Ring (Lage)       | W293                | 0490                   | Willy Nissen (1879–1952), erster Arzt in Bramfeld | 1961                | Foto der Grabstätte auf dem Friedhof Bramfeld | Willy-Nissen-Ring |
| Zwergbirkenweg (Lage)          | Z065                | 0280                   | nach dem gleichnamigen Birkengewächs | 1950                | | Zwergbirkenweg |